# Talamanca de Jarama
Talamanca de Jarama là một đô thị trong Cộng đồng Madrid, Tây Ban Nha. Đô thị này có diện tích 39,36 km², dân số theo điều tra năm 2010 của Viện thống kê quốc gia Tây Ban Nha là 2927 người. Đô thị này nằm ở khu vực có độ cao 654 mét trên mực nước biển.